# Mandiraja
Mandiraja es un subdistrito (Kecamatan en Indonesia) Regencia de Banjarnegara. 

## Lista de Desa
en el subdistrito de Mandiraja 16 aldeas a saber
1. Mandirajawetan
2. Mandirajakulon
3. Banjengan
4. Kebakalan
5. Panggisari
6. Candiwulan
7. Kertayasa
8. Blimbing
9. Simbang
10. Purwasaba
11. Glempang
12. Kebanaran
13. Salamerta
14. Kaliwungu
15. Somawangi
16. Jalatunda